# 白多寺
白多寺，位于西藏自治区日喀则市南木林县热当乡阿措村，是一座藏传佛教寺院。

## 简介
白多寺是位于西藏自治区日喀则市南木林县热当乡阿措村的一座藏传佛教寺院。
2012年，白多寺僧人米玛被评为西藏自治区爱国守法先进僧尼。